# Papilio microps
Papilio microps är en fjärilsart som beskrevs av Storace 1952. Papilio microps ingår i släktet Papilio och familjen riddarfjärilar. Inga underarter finns listade i Catalogue of Life.